# Kanton Strasbourg-5
Strasbourg-5 is een kanton van het Franse departement Bas-Rhin. Het kanton maakt deel uit van het arrondissement Strasbourg.
Het kanton omvat uitsluitend een (oostelijk) deel van de gemeente Straatsburg.